# Vuurkeelcotinga
De vuurkeelcotinga (Pipreola chlorolepidota) is een zangvogel uit de familie Cotingidae (cotinga's).

## Verspreiding en leefgebied
Deze soort komt voor van zuidelijk Colombia tot centraal Peru (Pasco).

## Status
De grootte van de populatie is niet gekwantificeerd maar de soort wordt omschreven als schaars tot zeldzaam in het grootste deel van het verspreidingsgebied. Vanwege de verborgen levenswijze van deze vogel wordt echter niet uitgesloten dat deze vogel algemener is dan wordt aangenomen. Op de Rode lijst van de IUCN heeft deze soort de status niet bedreigd.